# Paracladura chilensis
Paracladura chilensis är en tvåvingeart som beskrevs av Alexander 1929. Paracladura chilensis ingår i släktet Paracladura och familjen vintermyggor. Inga underarter finns listade i Catalogue of Life.